# Piotr Archipienko
Piotr Pietrowicz Archipienko, ros. Петр Петрович Архипенко (ur. 21 grudnia 1876, zm. w 1940 r.) – rosyjski, a następnie ukraiński wojskowy (generał chorąży), działacz emigracyjny.
W 1894 r. ukończył 3 korpus kadetów w Moskwie, zaś w 1895 r. nikołajewską szkołę inżynierską. Służył w stopniu podporucznika w Grenadierskim Batalionie Saperów. W 1899 r. awansował na porucznika. W 1902 r. przeszedł do 18 Batalionu Saperów. Następnie ukończył nikołajewską akademię inżynierską. Otrzymał stopień sztabskapitana. W 1904 r. mianowano go kapitanem. Od 1909 r. służył w warszawskim fortecznym zarządzie inżynierskim. W 1912 r. awansował na podpułkownika. Przeszedł do fortecznego zarządu inżynierskiego w Brześciu nad Bugiem. Brał udział w I wojnie światowej. Od 1915 r. pełnił funkcję starszego prowadzącego robotami fortecznymi w Brześciu. W 1915 r. został pułkownikiem. Od 1916 r. pełnił obowiązki dowódcy inżynierów 4 Armii. W 1918 r. wstąpił do armii ukraińskiej. Otrzymał stopień generała chorążego. Był głównym inspektorem oddziałów technicznych. Po zakończeniu rosyjskiej wojny domowej przyjechał do Polski. Zamieszkał w Brześciu nad Bugiem, gdzie założył firmę budowlaną. Ponadto zorganizował miejscowy oddział Rosyjskiego Zjednoczenia Rosyjskiego, stając na jego czele.